# Husqvarna Garden
Husqvarna Garden (tidigare Kinnarps Arena) är en inomhusanläggning för ishockey i stadsdelen Rosenlund i Jönköping i Sverige. Här spelar den lokala ishockeyklubben HV71 sina hemmamatcher. Publikkapaciteten vid ishockeymatch är 6 800 åskådare. Nuvarande namn på arenan gäller sedan 2020.

## Historik

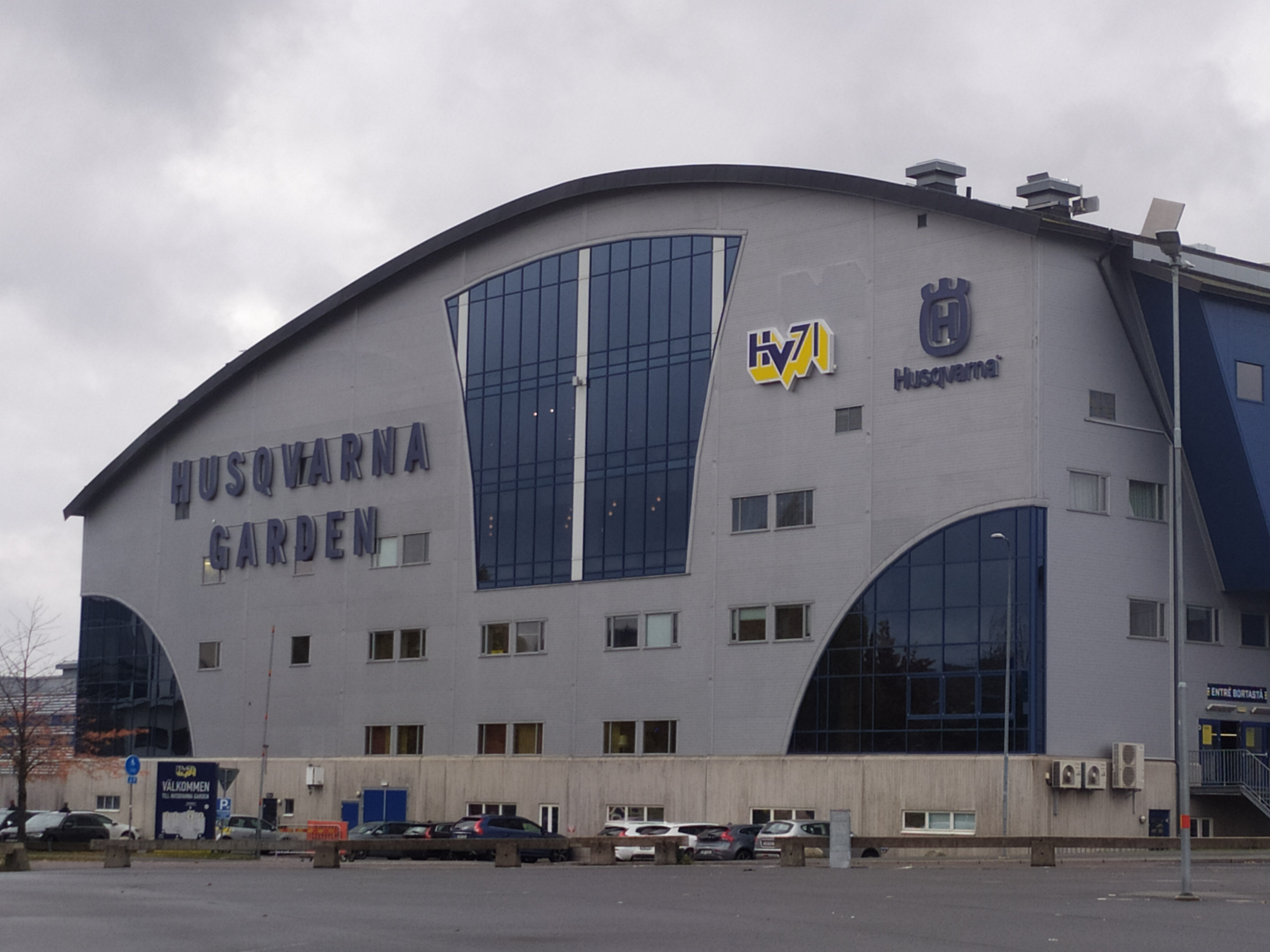
Husqvarna Garden från öster i oktober 2020.

Bygget av anläggningen inleddes den 17 september 1999, till en början utanpå Rosenlundshallens väggar och tak trots pågående säsong. Man kan säga att HV71 spelade säsongen 1999/2000 mitt i en byggarbetsplats. Rosenlundshallen revs i mitten av år 2000, och i september samma år stod den nya anläggningen Kinnarps Arena färdig på samma ställe. HV71 spelade sin hemmapremiär i Elitserien den 26 september 2000, där man besegrade Luleå HF med 6–4. Den officiella invigningsceremonin av Kinnarps Arena (med namn efter ett sponsoravtal med Kinnarps AB) hölls den 21 oktober samma år.
Kinnarps Arena ritades av Flensborns arkitektkontor, Skanska var totalentreprenör och det hela finansierades av Kinnarps AB. Byggherre och ägare till Kinnarps Arena blev HV71 Fastighets AB, ett helägt dotterbolag till HV71.

### Utbyggnader
Genom den nya arenan ökade publikkapaciteten från 4 200 till 6 236. Ståplatsantalet (1 500 stycken) behölls oförändrat liksom närheten till rinken. Det finns 320 logeplatser, 20 handikapplatser och 20 pressläktarplatser. Förutom förbättrade publikytor (läktare, serveringar och loger) har spelare och övriga anställda en arbetsplats i elitklass.
För att stärka HV71:s ungdomsverksamhet byggdes en träningshall i anslutning till matcharenan. Träningshallen färdigställdes i maj 2001. 1 september 2012 stod ytterligare två nya träningshallar klara till anslutning till arenan, vilket innebar att HV71 har det största ishockeycentrumet för ungdomar.

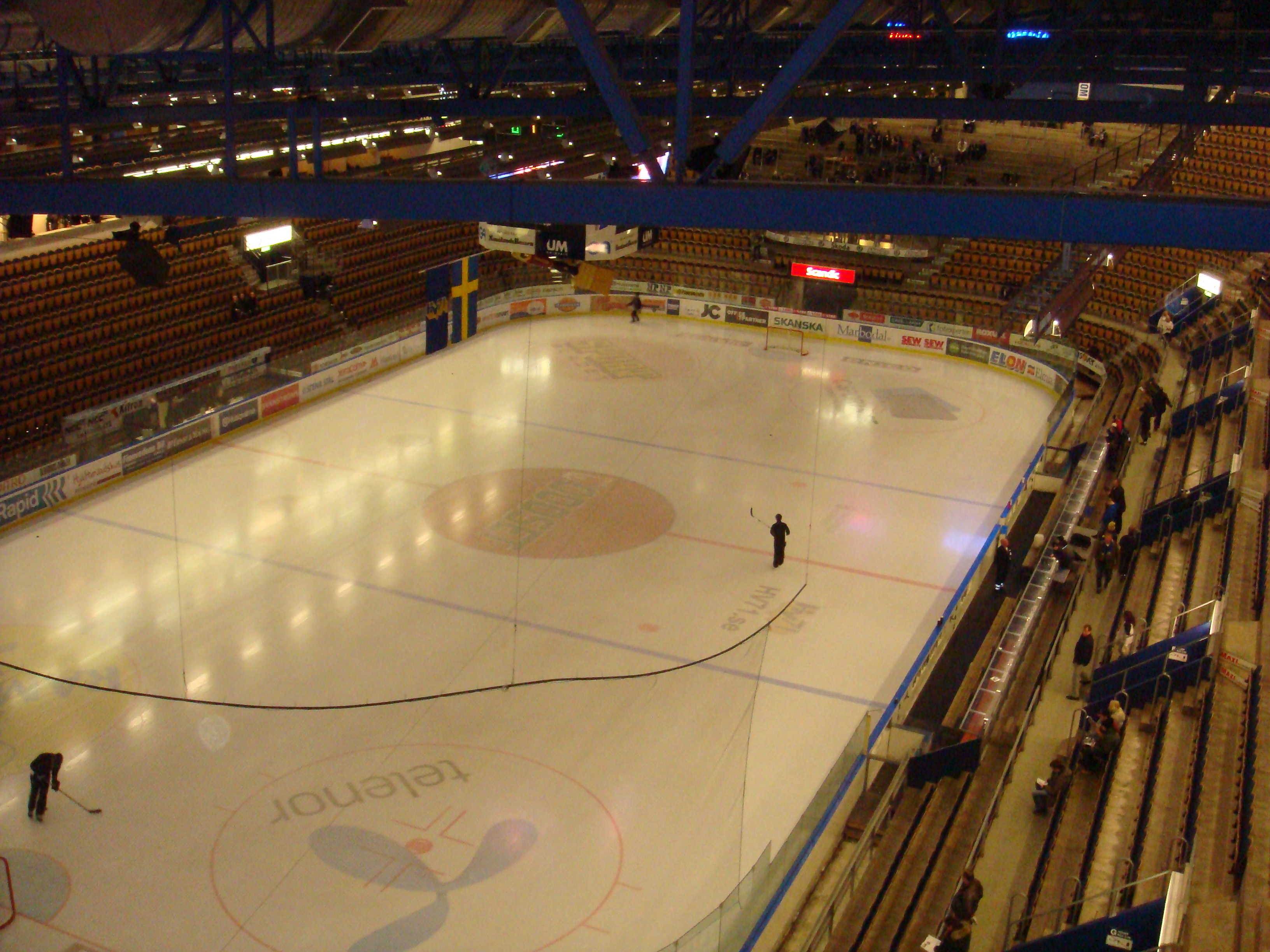
Interiören på Kinnarps Arena från Skybaren före en match i februari 2009

Den 12 december 2003 togs beslutet att bygga ut Kinnarps Arena inför säsongen 2004–2005. Det innebar ytterligare publikplatser samt en restaurang, en sportbar för allmänheten, ett ishockeykafé, en "skybar" och några nya konferenslokaler samt loger. Detta utökade publikkapaciteten från 6 236 till 7 038. Arenan har senare genomgått mindre ombyggnationer, vilket först reducerade kapaciteten till 7 000 åskådare och sedermera 6 800 åskådare.
Jönköpings IK och Mullsjö AIS har spelat innebandymatcher här. Jönköpings Skridskoklubb och Rosenlunds konståkningsförening använder anläggningen för träning.

### Större evenemang
Bland större sportevenemang som hållits i Husqvarna Garden märks herr-EM i handboll 2002, VM i ishockey 2002 och herr-VM i handboll 2011. Arenan var en av arrangörerna i herr-VM i handboll 2023.
Den 3 februari 2007 anordnades första deltävlingen i svenska Melodifestivalen 2007 i Kinnarps Arena. I mars 2009 uppträdde Bob Dylan här. Dreamhack har använt Kinnarps Arena till det som Dreamhack kallar för "Dreamarena", som innehöll finalspel av många e-sporter.
Deltävling 5 & Finalkvalet av Melodifestivalen 2025 hölls i Husqvarna Garden.

### Nytt namn
HV71 förlängde inte namnavtalet med Kinnarps AB inför säsongen 2020/2021. Istället tog Husqvarna AB över namnavtalet och det nya namnet på arenan blev Husqvarna Garden.